# دراسات أمريكية
الدراسات الأمريكية أو الحضارة الأمريكية هي مجال متعدد التخصصات حيث يختصّ بدراسة الأدب الأمريكي، والتاريخ والمجتمع والثقافة الأمريكيّة، وتتضمن الدراسة جوانب من النقد الأدبي والتأريخ والنظرية النقدية.
تركز البرامج التعليميّة بالنسبة لمجال الدراسات الأمريكية على الولايات المتحدة الأمريكيّة، بيد أنها توسعت في العقود الماضية لتشمل دراسة تاريخ العالم الأطلسي، وتاريخ التفاعلات بين الشعوب والإمبراطوريات المتاخمة للمحيط الأطلسي مع البلدان الأخرى في جميع أنحاء العالم. تتنوع الموضوعات التي تتم دراستها في هذا المجال العلمي، ولكنها غالبًا ما تبحث في الموضوعات الأدبية، أو تاريخ المجتمعات الأمريكية، أو الأيديولوجيات أو المنتجات الثقافية الأمريكيّة، وقد تشمل الدراسات الأمريكيّة موضوعات تتعلّق بالحركات الاجتماعية الأمريكية، والأدب، والإعلام، والسياحة، والفولكلور، والتاريخ الفكري في الولايات المتحدة الأمريكيّة. قد تشمل الدراسات الأمريكيّة بمفهومها الأوسع أيضاً مجالات العلم التي تهتم بدراسة مجموعات عرقية أو إثنيّات أمريكية معينة، مثل دراسات الأمريكيين من أصل أفريقي، ودراسات أمريكا اللاتينية، والدراسات الأمريكية الآسيوية، ودراسات الهنود الأمريكيين، وغيرها.

## التأسيس
يُعتبر المؤرخ الأمريكي فيرنون لويس بارينغتون الحائز على جائزة بوليتسر عام 1928 هو مؤسس علم الدراسات الأمريكية في كتابه المكون من ثلاثة مجلدات التيارات الرئيسية في الفكر الأمريكي، والذي جمع فيه بين منهجيات النقد الأدبي، والبحث التاريخي. وصف بارينغتون في مقدمة كتاب التيارات الرئيسية في الفكر الأمريكي مجال الدراسات الأمريكيّة:
لقد تعهدت بتقديم بعض التفسيرات للنشأة والتطور في الرسائل الأمريكية لبعض الأفكار الجرثومية التي اعتُبرت تقاليداً أمريكية، كيف نشأت هنا، وكيف عورضت، وما هو التأثير الذي مارسته في تحديد شكل ونطاق مُثلنا ومؤسساتنا المميزة. وفي سبيل هذه المهمة، اخترت اتباع المسار الواسع لتنميتنا السياسية والاقتصادية والاجتماعية بدلاً من المسار الضيق.
كان المسار الواسع الذي وصفه بارينغتون في مقدمة كتابه عبارة عن مقرر دراسي أعدّه المؤرّخ الأمريكي هنري ناش سميث الحاصل على درجة الدكتوراه من برنامج هارفارد متعدد التخصصات في التاريخ والحضارة الأمريكية في عام 1940، مما وضع سابقة أكاديمية لبرامج الدراسات الأمريكية الحالية.
كانت اللائحة الأولى للدراسات الأمريكية تتبنّى نهج علم العلامات، والذي ظهر في نصوص تأسيسية مثل كتاب فيرجين لاند لهنري ناش سميث في عام 1950، وكتاب الآلة في الحديقة ليو ماركس في عام 1964. ادعى علماء العلامات وجود موضوعات معينة متكررة في جميع النصوص الأمريكية مما يساهم في إلقاء الضوء على ثقافة أمريكية فريدة. أعاد العلماء اللاحقون، مثل أنيت كولودني وآلان تراختنبرج، تصور نهج الأسطورة والرمز في ضوء الدراسات متعددة الثقافات.
انتُقدت هذه الأساليب خلال ستينيات وسبعينيات القرن العشرين لاستمرارها في الترويج لفكرة التفرّد الأمريكي، فكرة أن للولايات المتحدة الأمريكيّة ذات أهميّة وأفضليّة خاصة تجعلها فريدة من نوعها بين الدول. ابتعدت أجيال عديدة من علماء الدراسات الأمريكية عن وجهات النظر العرقية البحتة مؤكدين على القضايا العابرة للحدود المتعلقة بالعرق والإثنية والنوع الجنسيّ والميل الجنسيّ من بين موضوعات أخرى. انتقدت الدراسات الحديثة الطبيعة الاستثنائية للتحول عبر الوطني. رأى المؤرخ الأمريكيّ جيفري هيرليهي ميرا في كتابه بعد الدراسات الأمريكية: إعادة التفكير في تركات الاستثناء عبر الوطنية أنّ التحول عبر الوطني قد وضع الدراسات الأمريكية في حالة شبق قومي حيث تميل الظاهرة الأمريكية غير المنفصلة في هذه المنعطفات العابرة للحدود إلى أن يكون لها خصائص استعمارية، ويتم التعامل مع نصوص اللغة الإنجليزية ومؤلفيها باعتبارهم ممثلين ثقافيين، بينما يمكن فهم أي عمل أدبي من المادة الثقافية باعتباره ليس عملاً منفصلاً عن مجال الدراسات الأمريكية، وبالتالي موضوعاً نموذجياً للدراسة فقط عندما يستوفي المؤلفون معايير ديموغرافية معينة، يخضع أي انحراف عن هذه الوصفات الديموغرافية أو الثقافية إلى الحالة الموصولة.
عكست جمعية الدراسات الأمريكية بشكل مؤسساتي خلال العقود الماضية الطبيعة متعددة التخصصات لمجال الدراسات الأمريكيّة، وخلقت علاقات قوية بالدراسات الإثنيّة، ودراسات النوع الاجتماعيّ، والدراسات الثقافية، ودراسات ما بعد الاستعمار. إن المنظورات البيئية السائدة في المجالات وثيقة الصلة مثل الأدب والتاريخ لم تتغلغل في الاتجاه السائد للبرنامج التعليمي للدراسات الأمريكية. كان الموضوع الرئيسي الدراسات الأمريكية خلال السنوات الأخيرة هو التدويل، حيث ركّزت الكثير من البرامج التعليميّة الحيوية في مجال الدراسات الأمريكية حول الولايات المتحدة وعلاقاتها بالمجتمع العالمي الأوسع.

## خارج الولايات المتحدة
في أعقاب الحرب العالمية الثانية وأثناء الحرب الباردة، شجعت الحكومة الأمريكية التخصص في دراسات الولايات المتحدة في العديد من الدول الأوروبية، مما ساعد على تقديم المنح الدراسيّة وإتاحة مقاعد دراسية في الجامعات والمعاهد لدراسة التاريخ الأمريكي، والسياسة والأدب الأمريكي لدعم العلاقات الدبلوماسية والثقافية. أدرك العديد من العلماء والحكومات في أوروبا أيضًا الحاجة إلى دراسة كل ما يتعلّق بالولايات المتحدة الأمريكية، وأصبح مجالاً بارزًا للدراسة خاصّة في بريطانيا وألمانيا، وكان من بين المراكز الأوروبية التي تخصصت في الدراسات الأمريكية مركز الدراسات الأمريكية في بروكسل ببلجيكا، ومعهد جون إف كينيدي لدراسات أمريكا الشمالية في برلين بألمانيا.

### في المملكة المتّحدة
تأسست الجمعية البريطانية للدراسات الأمريكية في عام 1955، وهي عضو مؤسس في الرابطة الأوروبية للدراسات الأمريكية. تقدم كل من جامعة ساسكس، وجامعة نوتنغهام في إنجلترا عددًا من برامج الدراسات العليا والجامعية في الدراسات الأمريكيّة. ويقدم مركز إكليس للدراسات الأمريكية في المكتبة البريطانية أيضًا مجموعة من الفعاليات والزمالات، فضلاً عن الترويج للمجموعات الأمريكية الموجودة في المكتبة البريطانية.

### في ألمانيا
هناك العديد من الجامعات والمعاهد والمراكز التي تخصصت في مجالات الدراسات الأمريكيّة في ألمانيا، ومنها الأكاديمية البافارية الأمريكية، وجامعة ميونيخ، ومركز هايدلبرغ للدراسات الأمريكية، ومركز دراسات أمريكا الشمالية في جامعة جوته في فرانكفورت. تتيج جامعة كولونيا الألمانيّة أيضاً بالتعاون مع برنامج دراسات أمريكا الشمالية في جامعة بون إجراء الدراسات العليا في مجال دراسات أمريكا الشمالية. ويُعتبر مركز لايبزيغ للدراسات الأمريكية التابع لجامعة لايبزيغ مركزاً للدراسات الأمريكية في إقليم ألمانيا الشرقية سابقًا.

### في الدنمارك
تأسس مركز الدراسات الأمريكية بجامعة جنوب الدنمارك عام 1992، ويقدم حالياً برنامجًا للدراسات العليا في الدراسات الأمريكية.

### في هولندا
تقدم جامعة خرونينغن، وجامعة رادبود نايميخن في هولندا برنامجًا تعليمياً كاملاً للطلاب الجامعيين والخريجين في الدراسات الأمريكية، بينما تقدم كل من جامعة أمستردام، وجامعة لايدن، وجامعة أوتريخت برنامجًا للدراسات العليا فقط في الدراسات الأمريكية.

### في السويد
يتيح المعهد السويدي لدراسات أمريكا الشمالية بجامعة أوبسالا في السويد تخصصًا ثانويًا في الدراسات الأمريكية.

### في سلوفاكيا
تقدم جامعات مثل جامعة بريسوف، وجامعة بافول جوزيف سفاريك في سلوفاكيا برنامجًا تعلميّاً كاملاً للبكالوريوس والدراسات العليا في الدراسات الأمريكية إلى جانب الدراسات البريطانية.

### في روسيا
يُعتبر معهد الدراسات الأمريكية والكندية التابع لأكاديمية العلوم الروسية، والذي تأسس في عام 1967 هو المركز الرئيسي للدراسات الأمريكية في روسيا.

### في الشرق الأوسط
يُعتبر أقدم برنامج تعليميّ للدراسات الأمريكية في منطقة الشرق الأوسط هو الذي قدّمه مركز الدراسات الأمريكية بجامعة البحرين في منطقة الصخير، والذي تأسسّ في عام 1998، واحتفل في عام 2008 بالذكرى السنوية العاشرة لتأسيسه. بدأ المركز بتقديم برنامج تعليمي لمنح درجة البكالوريوس في الدراسات الأمريكيّة، ويقدم حاليًا أكثر من 20 دورة مختلفة للطلاب، بالإضافة إلى العديد من الأنشطة الأخرى مثل عروض أفلام أسبوعية في مسرح المركز، كما يستضيف بانتظام متحدثين متنوعين، ويرعى التجمعات والرحلات المخصصة للطلاب.
وفي إيران، تتيح جامعة طهران برنامجاً تعليميّاً جديدا في الدراسات الأمريكية تُقدّمه كلية الدراسات العالمية، وهو برنامج ماجستير متعدد التخصصات يركّز على الثقافة الأمريكية والسياسة والتاريخ والإثنيات الأمريكية.

### في أوقيانوسيا
أدارت جامعة كانتربري في مدينة كرايستشيرش بنيوزيلندا برنامجًا كاملاً للدراسات الجامعية والدراسات العليا الأمريكية حتى عام 2012، وفي أستراليا، يدير مركز دراسات الولايات المتحدة في جامعة سيدني برنامجاً للدراسات العليا في الدراسات الأمريكيّة.

### في كندا
هناك العديد من الجامعات والمعاهد والمراكز التي تخصصت في مجالات الدراسات الأمريكيّة في كندا، ومن أبرزها معهد ألبرتا للدراسات الأمريكية في جامعة ألبرتا، ومركز للدراسات الأمريكية في جامعة ويسترن أونتاريو الذي يوفّر برامجاً تعليميّة لمنح درجة البكالوريوس والماجستير في الدراسات الأمريكية، مع وجود تخصصات فرعيّة على مستوى الدراسات العليا تشمل الدراسات الثقافية الأمريكية، والعلاقات الكندية الأمريكية، كما تقدم جامعة يورك برنامجاً تعليميّاً لمنح درجة البكالوريوس في دراسات الولايات المتحدة الأمريكيّة.

### في الصين
منذ أن تولى الحزب الشيوعي الصيني السلطة في عام 1949، كان الاعتراف الصيني بالولايات المتحدة الأمريكيّة لا يزال قاصرًا على الدعاية السياسية الشيوعية للحرب الباردة بين الطرفين بسبب الافتقار إلى التواصل بين الصين والولايات المتحدة الأمريكيّة لسنوات طويلة قبل أن يلجأ الطرفان لإقامة علاقات دبلوماسية بين البلدين. ومنذ تطبيع العلاقات الصينية الأمريكية في عام 1979، تم إنشاء العديد من مراكز البحوث داخل الجامعات الصينية بهدف فهم الولايات المتحدة. وهكذا، تأسس العديد من مراكز الدراسات الأمريكية المرموقة في الصين خلال عقد الثمانينيات من القرن العشرين، مثل مركز الدراسات الأمريكية التابع لجامعة بكين للدراسات الأجنبية في عام 1979، ومعهد الدراسات الأمريكية التابع للأكاديمية الصينية للعلوم الاجتماعية في عام 1981، ومركز الدراسات الأمريكية في جامعة فودان في عام 1985، ومركز الدراسات الأمريكية في جامعة بكين في عام 1980، ومركز الدراسات الأمريكية في جامعة تونغجي، ومركز الدراسات الأمريكية في جامعة سيتشوان في عام 1985، وجامعة جونز هوبكنز، ومركز جامعة نانجينغ للدراسات الصينية والأمريكية في عام 1986، ومركز الدراسات الاجتماعية والثقافية الأمريكيّة في جامعة الشؤون الخارجية الصينية، ومركز الدراسات الأمريكية في جامعة شرق الصين الحكومية في عام 2004.
تقدّم هذه المراكز برامجاً تعليميّة الدراسات العليا فقط بناءاً على متطلبات إعداد المناهج الدراسيّة لوزارة التعليم الصينية، بينما لا تقدّم برامجاً تعليميّة جامعيّة.
هناك عدّة مجلات علمية متخصصّة في الدراسات الأمريكيّة تصدر في الصين، مثل مجلّة الدراسات الأمريكية الربع سنوية، والتي صدرت لأوّل مرّة في عام 1987، ويقوم بتحريرها كلّ من معهد الدراسات الأمريكية التابع لأكاديمية العلوم الاجتماعية، والجمعية الصينية للدراسات الأمريكية، إلى جانب مجلة فودان أميريكان ريفيو التي يصدرها مركز الدراسات الأمريكية في جامعة فودان.
يختلف البرنامج التعليمي للدراسات الأمريكية في الولايات المتحدة الأمريكية عن البرنامج التعليمي للدراسات الأمريكية في الصين، حيث تركز البرامج التعليميّة للدراسات الأمريكيّة في الصين أكثر على جانب واحد، وهو الحضارة، بينما يتضمّن البرنامج التعليمي للدراسات الأمريكية في الولايات المتحدة الأمريكية تقريبًا كافّة جوانب الولايات المتحدة، والتي تُعتبر الحضارة جانباً واحداً منها.
ولنأخذ منهج برنامج الدراسات الأمريكية بجامعة بكين للدراسات الأجنبية كمثال، ليس فقط لكونه أقدم برنامج تعليمي للدراسات الأمريكية في الصين، ولكنه أيضًا البرنامج الوحيد الذي تدرس فيه جميع المقررات التعليميّة باللغة الإنجليزية منذ إنشائه لمساعدة الطلاب على إرساء أسس شاملة ومتعددة التخصصات في الدراسات الأمريكية، يتكون المنهج الحالي لبرنامج الدراسات الأمريكية بجامعة بكين للدراسات الأجنبية من 28 مقرراً، ويركّز على ثلاثة مجالات رئيسية، وهي:
- الحكومة الأمريكية والدبلوماسية الأمريكية
- المجتمع الأمريكي والثقافة الأمريكية
- الاقتصاد الأمريكي والتجارة الأمريكية

إلى جانب دورات وندوات قصيرة تستضيف متحدثين من الداخل والخارج لتوسيع أفاق الطلاب، ولتوفير فهم أفضل للولايات المتحدة الأمريكية. يُطلب من كل طالب ماجستير أن يختار أحد المجالات الرئيسية الثلاثة كمسار لدراسته، ومن ثم يختار الدورات وفقًا لمجال مساره الدراسي.
يقرّر كل مركز بؤر البحث المختلفة الخاصة به، على الرغم من وجود بعض التداخل في الدراسة في بعض الأحيان، ويمكن تقسيم هذه المراكز وفقاً للانتماءات بشكل عام إلى مجموعتين، وهما:
- مراكز تهتم بالعلاقات الدولية: يميل هذا النوع أكاديميًا إلى التركيز على السياسة والاقتصاد والقانون والدبلوماسية الأمريكية، ويكون موضوع الدرجة العلمية الممنوحة هو السياسة.
- مراكز تهتم باللغة الأجنبية: وتركّز هذه المجموعة عادةً بشكل ٍأكبر على القضايا العرقية، والجنسانية، والأدب، والدين، والتعليم، والتاريخ، والثقافة، ويكون موضوع الدرجة العلمية الممنوحة هو اللغة الإنجليزية وآدابها. ينتمي مركز الدراسات الأمريكية بجامعة بكين للدراسات الأجنبية على سبيل المثال إلى مدرسة اللغة الإنجليزية والدراسات الدولية، ويدير معهد الدراسات الدولية مركز الدراسات الأمريكية بجامعة فودان.

طوّرت هذه المراكز أبحاثاً في مجالات مختلفة من مجالات الدراسات الأمريكيّة. كانت الأبحاث المتعلقة بالاقتصاد والسياسة والعلاقات الخارجية أكثر تطوراً بكثير من تلك المتعلقة بالثقافة والأفكار الأمريكية، فمن بين جميع المقالات المنشورة في مجلة الدراسات الأمريكيّة ربع السنوية من عام 1987 وحتى عام 2008، كانت المقالات التي تتناول العلاقات الصينية الأمريكية، والدبلوماسية الأمريكية الخارجية، والتجارة الخارجية، والسياسات والاستراتيجيات العسكرية تمثل نحو 50.9 في المائة من المقالات المنشورة بالمجلة طوال تلك الفترة، بينما كانت المقالات التي تدور موضوعاتها حول الأدب، والتاريخ، والجنس، والتاريخ الفكري، والفلسفة، والثقافة تشغل فقط حوالي 20 بالمائة من المقالات. أدّى التبادل الأكاديمي المتزايد بين البلدين بإيفاد المزيد والمزيد من الطلاب الصينيين إلى الولايات المتحدة الأمريكية لدراسة الدراسات الأمريكية، وفي نفس الوقت إستقبال علماء الدراسات الأمريكية في الصين للتدريس وتطوير الأبحاث.

### في كوريا الجنوبية
تعد جامعة سوجانغ في العاصمة الكورية الجنوبية سيول هي المؤسسة الوحيدة التي تقدم برنامجًا تعليميّاً منتظمًا للحصول على درجة البكالوريوس، ودرجة الماجستير في الدراسات الأمريكية في جمهورية كوريا الجنوبية، ويطلق عليها اسم الثقافة الأمريكية.
يتبع قسم الثقافة الأمريكية في الجامعة قسم اللغة الإنجليزية إلى جانب قسمي الأدب، واللغويات الإنجليزية. يتكون البرنامج التعليميّ للبكالوريوس من فصول تغطّي موضوعات مثل الأمريكيين الأصليين، والأمريكيين السود، والأمريكيين الآسيويين، والتاريخ الأمريكي، وسياق فترة معينة من أمريكا. تقدّم كل من جامعة كيميونغ في مدينة دايجو، وجامعة هانسونغ في مدينة سيول، وجامعة بيونغتايك في بيونغتايك بمدينة جيونغيدو، وجامعة كيونغ هي في يونغين بمدينة جيونغيدو أيضًا برنامجاً تعليميّاً للدراسات الأمريكية الرئيسية، كما تقدم جامعة سيول الحكومية، وجامعة يونسي برنامجاً تعليميّا جامعيّاً متعدّد التخصّصات حول الدراسات الأمريكية.
تبحث جمعية الدراسات الأمريكية في كوريا الجنوبية في سياق تعدد الثقافات في موضوعات متعلقة بسبل اندماج الأمريكيين في المجتمع الكوري، وتركز على مشكلة الثقافات المتعددة، والسياسة التي تؤثر على المجتمع الأمريكي الحديث على النقيض من المعهد الصيني الذي يركّز على أمريكا بعد حقبة الحرب الباردة.

## الجمعيات والدوريّات العلمية
تأسست جمعية الدراسات الأمريكية في عام 1950. تنشر الجمعيّة المجلة الأمريكيّة الربع السنوية، والتي كانت المنفذ الرئيسي للمهتمين بمجال الدراسات الأمريكية منذ عام 1949، كما ترعى الجمعية مجلة الدراسات الأمريكية، وهي ثاني أكبر مجلة مختصة بالدراسات الأمريكية في العالم. إلى جانب جمعية الدراسات الأمريكية، هناك رابطة الدراسات الأمريكية الوسطى، وجامعة كانساس. يُوجد حالياً نحو 55 مجلة متخصصة في الدراسات الأمريكية تصدر في 25 دولة.

### الرابطة الدولية للدراسات الأمريكية
تأسست الرابطة الدولية للدراسات الأمريكية في مدينة بيلاجيو بإيطاليا عام 2000، وعقدت أول مؤتمر دولي لها في مدينة ليدن بهولندا عام 2003، ثم عُقد المؤتمر الدوليّ الثاني في العاصمة الكنديّة أوتاوا عام 2005، ثم عُقد المؤتمر الدوليّ الثالث في لشبونة بالبرتغال عام 2007، وعُقد المؤتمر الدوليّ الرابع في بكين بالصين عام 2009، وعُقد المؤتمر الدوليّ الخامس في ريو دي جانيرو بالبرازيل عام 2011، وعُقد المؤتمر الدوليّ السادس للرابطة الدولية في شتشيتسين ببولندا من اليوم الثالث وحتى السادس من أغسطس عام 2013، وعُقد المؤتمر الدوليّ السابع في مدريد بإسانيا عام 2019. تُعتبر الرابطة الدولية للدراسات الأمريكيّة هي الرابطة الدوليّة المستقلة الوحيدة غير الحكومية للأمريكيين. سُجّلت الرابطة الدوليّة للدراسات الأمريكيّة في هولندا كمنظمة تعليمية دوليّة غير هادفة للربح تعزيزًا للتبادل الدولي للأفكار والمعلومات بين العلماء من جميع الدول والتخصصات المختلفة والدارسين والمعلّمين في مجالات الدراسات الأمريكيّة. تمتلك الرابطة الدولية للدراسات الأمريكيّة أعضاءاً في أكثر من أربعين دولة حول العالم.